# ISO 3166-2:EC
ISO 3166-2:EC es la entrada para Ecuador en la ISO 3166-2, parte de la ISO 3166 publicada por la Organización Internacional para la Estandarización (según las siglas en inglés,  ISO, por International Organization for Standardization), que define los códigos para los nombres de las principales subdivisiones (e.g., provincias o estados) de todos los países codificados en la ISO 3166-1.
Actualmente en el Ecuador, los códigos  ISO 3166-2 están establecidos para las 24 provincias de Ecuador.
Cada código se compone de dos partes, separadas por un guion. La primera parte es EC, el código  ISO 3166-1 alpha-2  de Ecuador. La segunda parte es una o dos letras que se utilizan actualmente en las placas de matriculación de vehículos, con algunas excepciones.

## Los códigos actuales
Los nombres de las subdivisiones se enumeran como en el estándar ISO 3166-2 publicada por la ISO 3166 Maintenance Agency (ISO 3166/MA).
Haga clic en el botón de la cabecera de la columna para ordenar por orden alfabético según esa columna.'
| Código | Nombre de las provincias                    |
| ------ | ------------------------------------------- |
| EC-A   | Provincia de Azuay                          |
| EC-B   | Provincia de Bolívar                        |
| EC-F   | Provincia de Cañar                          |
| EC-C   | Provincia de Carchi                         |
| EC-H   | Provincia de Chimborazo                     |
| EC-X   | Provincia de Cotopaxi                       |
| EC-O   | Provincia de El Oro                         |
| EC-E   | Provincia de Esmeraldas                     |
| EC-W   | Provincia de Galápagos                      |
| EC-G   | Provincia de Guayas                         |
| EC-I   | Provincia de Imbabura                       |
| EC-L   | Provincia de Loja                           |
| EC-R   | Provincia de Los Ríos                       |
| EC-M   | Provincia de Manabí                         |
| EC-S   | Provincia de Morona Santiago                |
| EC-N   | Provincia de Napo                           |
| EC-D   | Provincia de Orellana                       |
| EC-Y   | Provincia de Pastaza                        |
| EC-P   | Provincia de Pichincha                      |
| EC-SE  | Provincia de Santa Elena                    |
| EC-SD  | Provincia de Santo Domingo de los Tsáchilas |
| EC-U   | Provincia de Sucumbíos                      |
| EC-T   | Provincia de Tungurahua                     |
| EC-Z   | Provincia de Zamora Chinchipe               |

## Cambios
Han sido anunciados los siguientes cambios en los boletines de la ISO 3166/MA desde la primera publicación de la norma ISO 3166-2 en 1998:
| Boletín         | Fecha de publicación | Descripción del cambio en el boletín                                     | Código/Cambio en la subdivisión                                                                          |
| --------------- | -------------------- | ------------------------------------------------------------------------ | --- |
| Newsletter I-4  | 2002-12-10           | Añadido de una provincia                                                 | Subdivisión añadida: EC-D Provincia de Orellana                                                          |
| Newsletter II-2 | 2010-06-30           | Actualización de la estructura administrativa y de la fuente de la lista | Subdivisiones añadidas: EC-SE Provincia de Santa Elena EC-SD Provincia de Santo Domingo de los Tsáchilas |